# Circle of Violence: A Family Drama
Circle of Violence: A Family Drama ist ein US-amerikanisches Familiendrama aus dem Jahr 1986 von David Greene.

## Handlung
Georgia Benfield ist in einer schwierigen Phase ihres Lebens. Ihr Mann hat sie wegen einer jüngeren Frau verlassen und ihr Sohn steckt gerade mitten in der Pubertät. Ausgerechnet in dieser Zeit wird ihre Mutter Charlotte zum Pflegefall. Sie kann nicht mehr alleine wohnen und zieht zu Georgia ins Haus. Davon ist Georgia nur wenig begeistert. Ihre Mutter hat sie in der Kindheit misshandelt und die beiden haben keine sehr gute Beziehung zueinander. Nach dem Einzug der Mutter kommt es zwischen Georgia und dieser immer wieder zu Konflikten. Das bekommen schließlich auch die beiden Kinder von Georgia mit. Eines Tages hat Georgias Mutter Verletzungen am Körper. Als Georgia von ihren Kindern darauf angesprochen wird, behauptet diese ihre Mutter sei nur gestürzt. Schließlich wird Georgia dabei ertappt wie sie ihre Mutter schlägt. Das führt letztendlich zur Aussprache zwischen Mutter und Tochter. Georgias Mutter muss erkennen, dass sie in Georgias Kindheit Fehler begangen hat, indem sie diese geschlagen hat. Georgia selbst bemerkt, dass sie diese Fehler an ihrer Mutter wiederholt. Um die Situation für alle etwas angenehmer zu gestalten, suchen Georgia und ihre Mutter schließlich gemeinsam ein Altenheim aus. Georgia beschließt ihre Mutter dort häufig zu besuchen und auch ihre Mutter scheint im Zusammensein mit den anderen älteren Menschen sehr zufrieden.

## Hintergrund
Circle of Violence wurde am 12. Oktober 1986 auf CBS erstausgestrahlt. Das Drama wurde von William Wood geschrieben. Regie führte David Greene. Tuesday Weld und Geraldine Fitzgerald sind die Hauptdarsteller des Fernsehfilms. Tuesday Weld erklärte später gegenüber der Zeitung Observer Reporter, dass sie die Rolle der Tochter angenommen habe, weil diese eine sehr starke Person sei. Außerdem habe sie das Thema des Filmes gereizt. Sie habe zudem gehofft, dass der Film dazu beitragen werde, von Gewalt betroffenen Familien dazu zu verhelfen, ihre eigene Situation zu verbessern und sich bei Bedarf Hilfe zu suchen.

## Rezeption

### Awards

#### Auszeichnungen
Retirement Research Foundation, USA
- 1987: Television and Theatrical Film Fiction. (Sheldon Pinchuk, Bill Finnegan (executive), Patricia Finnegan (executive), Gerald Rafshoon (supervising))[5]

#### Nominierungen
Young Artist Awards
- 1988: Best Television Family Special, Movie of the Week or Variety Show
- 1988: Best Young Actress Starring in a Television Drama Special, Movie of the Week or Variety Show (Christina Maria Hutter)[6]

### Kritik
Hal Erickson von der New York Times erklärte, dass Geraldine Fitzgerald eine herzzerreissende Performance liefere. Außerdem sei die Performance von River Phoenix von besonderem Interesse.
Auch John J. O'Connot von der Zeitschrift TV Weekend hob die Darstellung von Geraldine Fitzgerald und Tuesday Weld besonders hervor. Er sprach von einer traurigen, erschreckenden Geschichte, die sich in Millionen von Haushalten ähnlich abspiele. Arthur Unger vom Monitor Magazin lobte ebenfalls die beiden Hauptdarstellerinnen. Allerdings sei das Drama einfach nicht gut genug, um eine sinnvolle Erforschung dieses zeitgemäßen Themas zu ermöglichen.